# Kacke
Kacke (verwandt mit lateinisch cacare ‚kacken‘, ‚scheißen‘) ist ein umgangssprachlich derber Ausdruck für Kot (feste Exkremente), stammt aus der Kindersprache (Lallwort) und wurde im Spätmittelhochdeutschen etabliert. Der Begriff wird – ebenso wie Scheiße – im deutschen Sprachraum als Schimpf- oder Fluchwort und als Ausruf bei aufgetretenen Schwierigkeiten und Missgeschicken oder als Fluch zum Ausdruck der Frustration und der Verärgerung verwendet. Ursprünglich war der Begriff ein derber Ausdruck für Mist, Unsinn, Dreck. 
Der Begriff wird als Interjektion, in adverbialen oder adjektivischen Bestimmungen verwendet: „Das ist aber ein Kack“, als Fluch oder als negativierender Ausruf bei problematischen Situationen. Als Schimpfwort ist „die Kacke“ vor allem im Sprachraum nördlich der Mainlinie verbreitet. Im süddeutschen Sprachraum sagt man eher „der Kack“, als Schimpfwort ist der Ausdruck dort aber weniger üblich.

## Redewendungen
Besonders bekannt sind die Ausdrücke Die Kacke ist am Dampfen (mit am-Progressiv), womit drohende Unannehmlichkeiten bezeichnet werden, und auf die Kacke hauen, ein Synonym für entweder ausgiebiges Feiern oder seine Meinung lautstark kundtun, laut aufbegehren, aber auch prahlen oder angeben.
Kack taucht oftmals auch in Redewendungen auf:
- abkacken – versagen, kräftemäßig einbrechen (bei technischen Geräten häufig „abgekackt“: defekt, Batterie leer, Motor abgesoffen);
- auf die Kacke hauen – prahlen, übertreiben, sich aufblasen;
- was ein Kack – Ausruf der Enttäuschung;
- red keinen Kackschiss – Komm’ endlich zur Sache!;
- verkackt haben – versagt haben;
- Flitz(e)kacke – Durchfall;
- jemanden ankacken – jemanden pöbelnderweise ansprechen, kritisieren;
- verkackeiern – Nebenform von vergackeiern[4]; jemanden aufs Glatteis führen.

Auch: als Adjektiv bekackt.